# کباب هندوانه

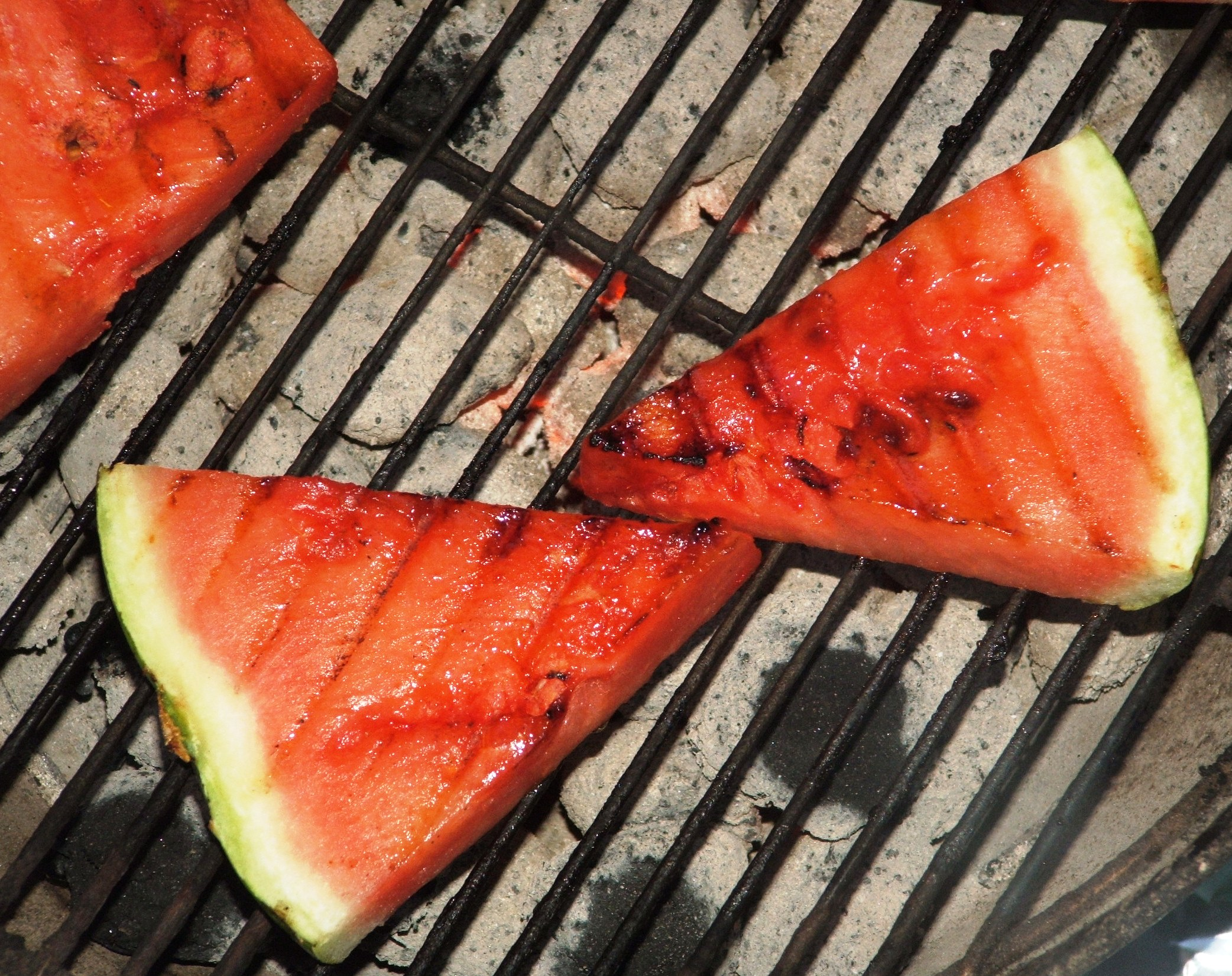
قاچ‌های هندوانه بر روی توری کباب‌پزی

کباب هندوانه قاچ‌های هندوانه است که مانند گوشت بر روی، آتش کباب شده باشد. با این روش تکه‌های هندوانه مزه متفاوت و مطلوبی پیدا می‌کنند.
ممکن است تکه‌های هندوانه تنوری یا خوابانده شوند یا در فر پخته شوند. با توجه به روش تهیه، زمان آماده شدن آن از چند دقیقه تا بیش از ۲ ساعت متغیر است. کباب هندوانه همچنین به عنوان شبه گوشت به گیاه‌خواران پیشنهاد می‌گردد.